# MySQL Workbench
MySQL Workbench – otwartoźródłowe oprogramowanie umożliwiające projektowanie zapytań SQL, administrowanie, projektowanie oraz zarządzanie bazami danych systemu MySQL za pośrednictwem graficznego interfejsu użytkownika, stworzone przez firmę Oracle. Program został zbudowany na bazie kodu oprogramowania DBDesigner 4.

## Historia

### DBDesigner 4

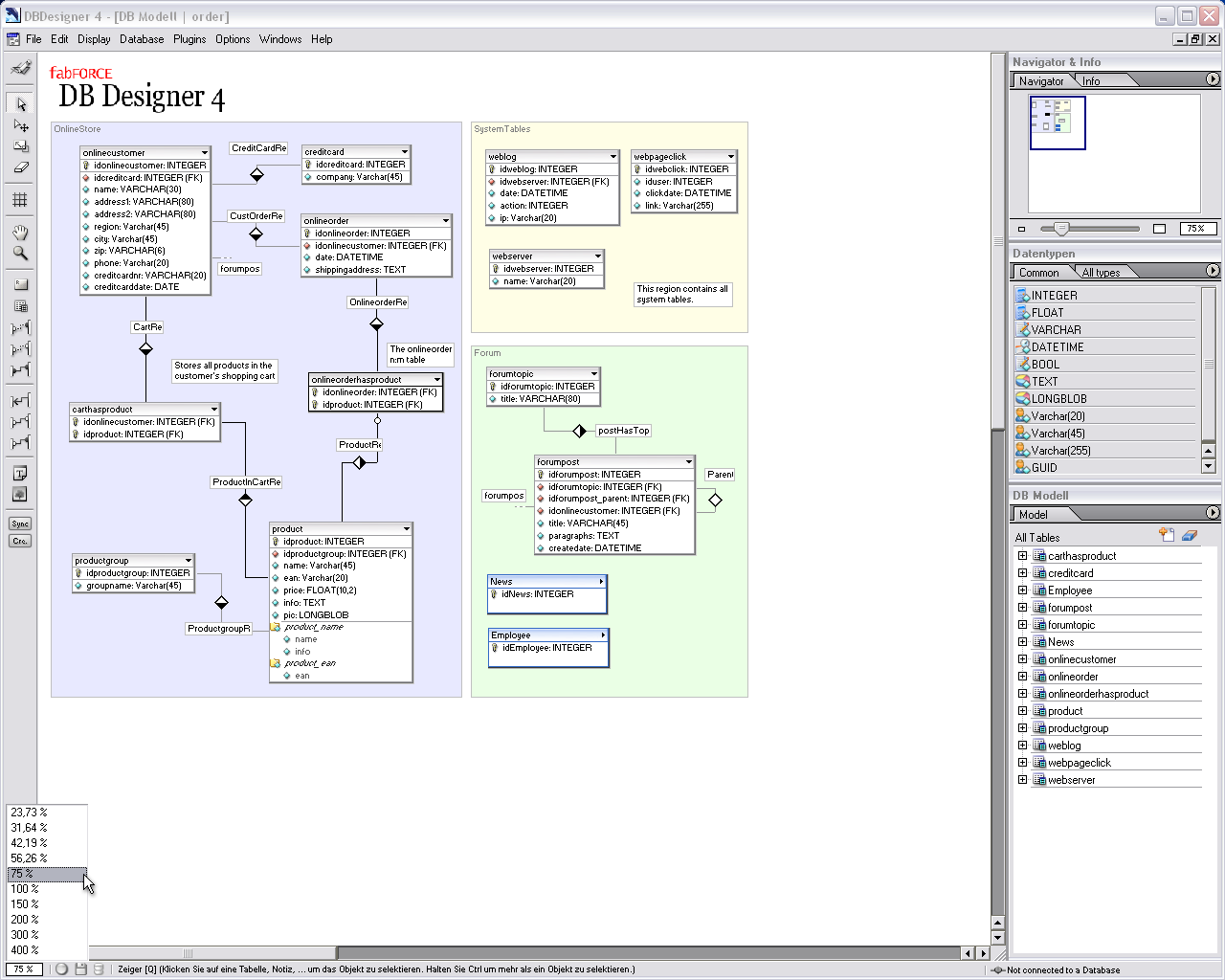
Zrzut ekranu aplikacji DBDesigner 4

DBDesigner 4 to otwartoźródłowy program umożliwiający wizualne projektowanie oraz tworzenie kwerend w bazodanowym systemie MySQL, udostępniony na licencji GPL, napisany w środowisku Delphi 7 / Kylix 3. Został napisany na przełomie lat 2002 i 2003 przez austriackiego programistę Michaela G. Zinnera i opublikowany na jego witrynie fabFORCE.net.
Pod koniec 2003 roku projekt Zinnera uzyskał aprobatę ze strony ówczesnych twórców oprogramowania MySQL i zatrudnili jego twórcę w firmie. Jego obowiązkami w pracy był rozwój narzędzia do zarządzania bazami danych MySQL z graficznym interfejsem użytkownika, co zaowocowało powstaniem pakietu MySQL GUI Tools Bundle.

### MySQL GUI Tools Bundle
MySQL GUI Tools Bundle to wieloplatformowy pakiet oprogramowania służący do administrowania i wprowadzania danych do baz danych w systemie MySQL, stworzony i rozwijany do połowy 2010 roku przez ówczesnych twórców oprogramowania MySQL – firmę MySQL AB, a później przez Sun Microsystems (obecnie Oracle) na licencji GPL. Po zakończeniu okresu wsparcia dla oprogramowania, MySQL GUI Tools Bundle zostało zastąpione przez całkowicie nowy produkt twórców, MySQL Workbench.